# Gioacchino Maniscalco
Gioacchino Maniscalco (Palermo, 16 settembre 1950) è un attore, doppiatore e direttore del doppiaggio italiano.

## Biografia
Siciliano di nascita, frequenta l'Accademia nazionale d'arte drammatica dove viene ammesso con una borsa di studio. Nel corso degli studi superiori forma a Palermo insieme a Luigi Maria Burruano la compagnia "I draghi" e il teatro "Il bunker", dove vengono rappresentati autori come Leonardo Sciascia, Nino Martoglio e John Osborne. In accademia i suoi insegnanti sono Orazio Costa, Sergio Tofano e Luca Ronconi.
Diplomatosi, e dopo aver superato un provino in Rai come attore, viene scritturato per interpretare il ruolo di Hugo Fenwich nel teleromanzo E le stelle stanno a guardare di A. J. Cronin con la regia di Anton Giulio Majano, poi nella commedia Il maggiore Barbara di George Bernard Shaw con la regia di Fulvio Tolusso. Si aprono le porte del teatro e viene scritturato dalla compagnia Tino Buazzelli per interpretare il ruolo del nipote Guido Calacci nella commedia La rigenerazione di Italo Svevo e nel personaggio di Billing nel Nemico del popolo di Henrik Ibsen, con le regie di Edmo Fenoglio.
Con questi due lavori teatrali la compagnia viene invitata a rappresentare l'Italia al Festival Internazionale della Prosa, presso l'Aldwich Theatre di Londra. In seguito arriva la scrittura per la Compagnia Salvo Randone e nelle commedie di Luigi Pirandello Pensaci Giacomino e Tutto per bene, con le regie di Mario Ferrero.
Tra i registi con i quali ha collaborato, vi sono Giancarlo Sepe, Franco Enriquez, Romano Bernardi, Filippo Crivelli, Enrico Maria Salerno, Walter Manfrè, Adriana Martino e Paolo Castagna.

## Filmografia parziale

### Cinema
- Servo suo, regia di Romano Scavolini (1973)
- La polizia sta a guardare, regia di Roberto Infascelli (1973)

### Televisione
- E le stelle stanno a guardare, regia di Anton Giulio Majano (1971)
- Qui squadra mobile 1 episodio, (1973)
- Sì, vendetta..., regia di Mario Ferrero (1974)
- Il maggiore Barbara, regia di Maurizio Scaparro (1975) - Prosa

## Doppiaggio
- Christopher McDonald in Un tipo imprevedibile, Ci pensa Beaver
- Christopher Walken in Minuti contati
- Christopher Reeve in Villaggio dei dannati
- Christopher Lambert in In trappola
- Kevin Kline in Orange County
- James Belushi in Mister Destiny
- Julian Sands in Gothic
- Joseph Siravo in Carlito's Way
- Nathan Lane in A prima vista
- Dermot Mulroney in Effetto Blackout
- Larry Miller in In ricchezza e in povertà
- Powers Boothe in A rischio della vita
- James Wilby in Cotton Mary
- Scott Bakula in Il signore delle illusioni
- James Hicks in Miss Monday
- Malcolm McDowell in Tank Girl
- Treat Williams in The Phantom
- Rob Morrow in Mamma torno a casa
- Eddie O'Connol in Absolute Beginners
- Vincent Cassel in Guest House Paradiso
- Bruno Ganz in Spalle nude
- Jeff Speakman in Arma perfetta
- Forest Whitaker in Nemici all'interno
- John Ritter in S.O.S. Limousine
- David Beecroft in Un uomo per Sara
- Voce narrante in La magica storia di un piccolo indiano

È stato anche doppiatore di importanti serie di cartoni animati come Wally Gator di Hanna-Barbera, Biker Mice da Marte e Starzinger.